# ボトルシップ

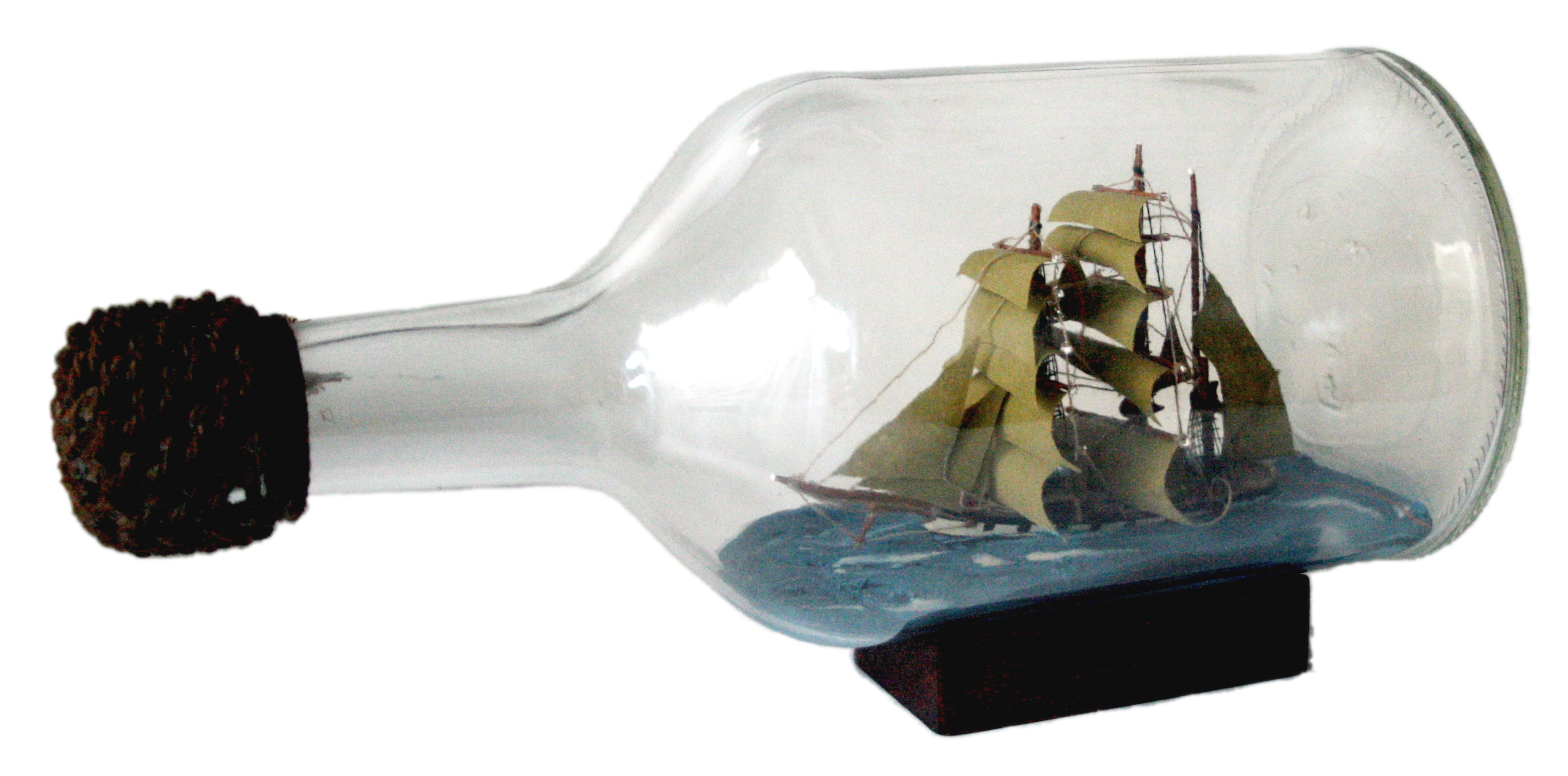
ボトルシップ

ボトルシップ（和製英語。英語名は ship in a bottle）は、帆船などの模型が、それよりも小さな口を持つ瓶（ボトル）の中に入っている工芸作品。しばしば趣味のひとつとして作成される。

## 歴史
1800年前後に、ある船乗りが飲み終わった酒瓶と船の中にある材料だけで作ったのが始まりとされているが、詳細は不明。日本には大正時代初期に伝わっており、習志野俘虜収容所のドイツ帝国兵が作ったというボトルシップが今も残されている。一般に広まったのは昭和期に入ってからである。

## 作成法

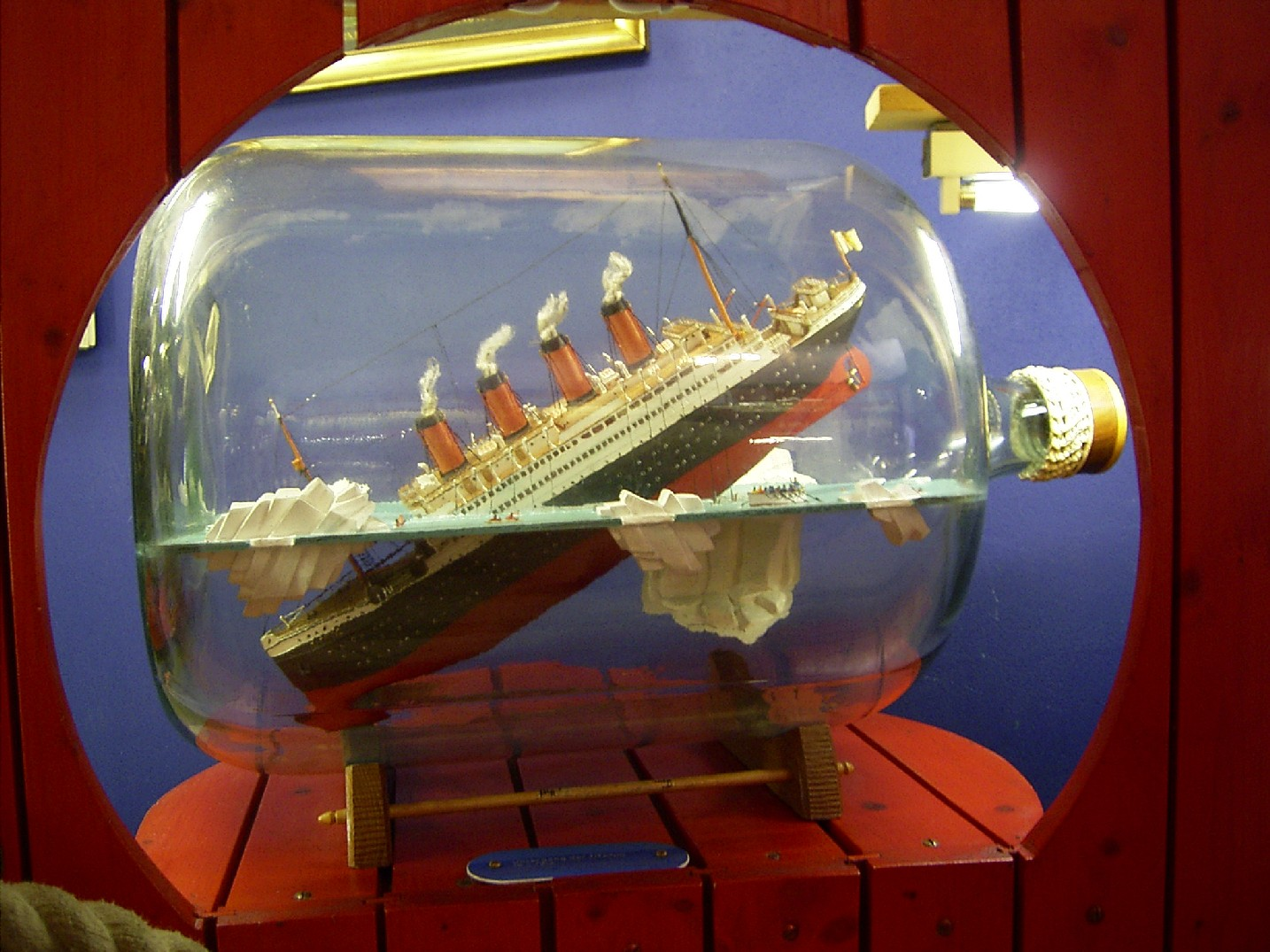
タイタニック号が沈む様子

引き起こしタイプ
マスト以外の船体を瓶の外で組み立てておき、瓶の中でマストを起こすやり方。
船体は、いくつかに分解するかそのまま瓶に入れることができるサイズである必要があるため、大きさが制限される。欧米によく見られる作成法である。
分解・組み立てタイプ
引き起こしタイプ以上に細かく分解し、瓶の中で再び組み立てるやり方。部品が細かいため小さな口の瓶でも大きな船を作り上げられるが、高度な技術を要求される上、非常に手間がかかる。
偽ボトルシップ
瓶の底を切り抜き、あらかじめ組み立てた船の模型を入れて底を接着するなど、何らかの方法で完成品の船を瓶の中に入れたもの。安物によく見られる。